# Plastic Leaded Chip Carrier

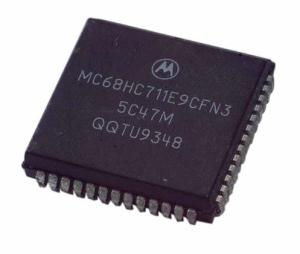
Mikrokontroler Motorola MC68HC711E9CFN3 w QFJ52 / PLCC52

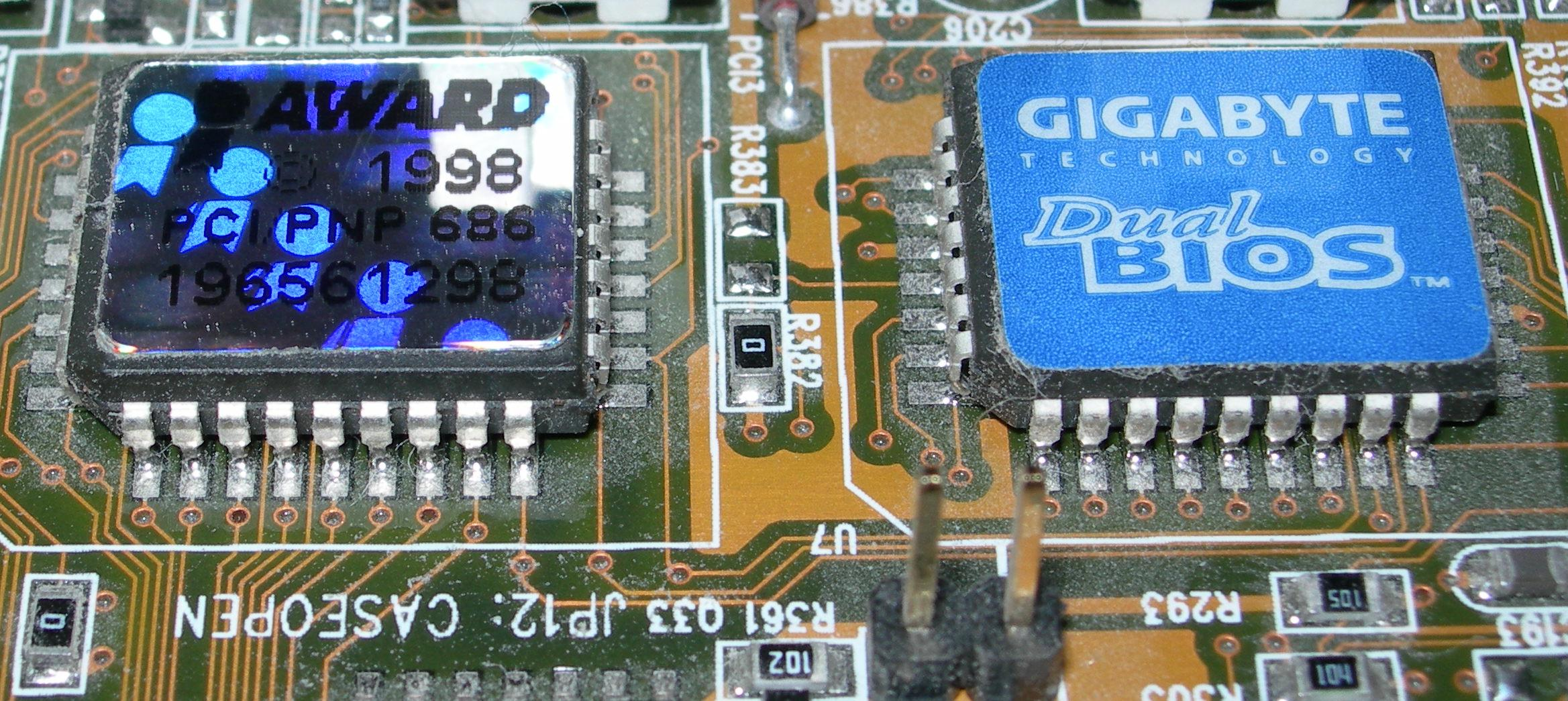
DualBIOS na płycie głównej Gigabyte

PLCC (ang. Plastic Leaded Chip Carrier) – plastikowa, 4-stronna obudowa na układy scalone o pinach typu „J” i odległościach między nimi 0,05″ (1,27 mm). Liczba możliwych do wyprowadzenia pinów w obudowie: 18 do 84.
Obudowa stosowana była najczęściej w układach Intel 80286, 80386SX, a następnie w pamięciach Flash z BIOS'em na płytach głównych. Tego typu układy scalone można montować w gnieździe lub metodą powierzchniową, a same gniazda metodą  powierzchniową albo przewlekaną. Układy montowane w gniazdach stosuje się, gdyby nie były one w stanie wytrzymać ciepła, które jest dostarczane podczas procesu lutowania bądź kiedy istnieje potrzeba łatwej wymiany lub demontażu PLCC. Taka możliwość jest konieczna w przypadku układów, które wymagają zewnętrznego programowania jak np. niektóre pamięci Flash. Metodę przewlekaną stosuje się głównie przy projektowaniu, korzystając z połączeń owijanych.

## Wariacje
- BCC: (ang. Bump Chip Carrier),
- CLCC: (ang. Ceramic Leadless Chip Carrier),
- LCC: (ang. Leadless Chip Carrier) – kontakty są wyprowadzone w pionie,
- LCC: (ang. Leaded Chip Carrier),
- LCCC: (ang. Leaded Ceramic Chip Carrier),
- DLCC:(ang. Dual Lead-Less Chip Carrier (Ceramic)).